# Giải bóng chày chuyên nghiệp Nhật Bản
Giải bóng chày chuyên nghiệp Nhật Bản (日本野球機構 Nippon Yakyū Kikō) hay NPB là cấp độ bóng chày cao nhất ở Nhật Bản. Tại Nhật, giải đấu thường được gọi là Puro Yakyū (プロ野球), có nghĩa là Bóng chày Chuyên nghiệp
Bên ngoài Nhật Bản, nó thường được gọi là "bóng chày Nhật Bản". Nguồn gốc của giải  có thể được bắt nguồn từ sự hình thành của "Câu lạc bộ bóng chày Đại Nhật Đông Kinh" (大日本東京野球倶楽部 Dai-Nippon Tōkyō Yakyū Kurabu) được thành lập ở Tokyo vào năm 1934, và là sự khởi đầu cho giải đấu đầu tiên của môn thể thao này ở Nhật Bản là Giải Bóng chày Nhật Bản (1936–1949)  hai năm sau đó, và giải đấu tiếp tục được tổ chức cho đến những năm cuối của Thế chiến II. Giải đấu ngày nay gọi là NPB được thành lập khi giải đấu của môn thể thao này cơ cấu lại vào năm 1950, tạo ra hai giải đấu với sáu đội mỗi giải ở Central League và Pacific League, cùng loạt trận play-off và Nippon Series xác định nhà vô địch hàng năm bắt đầu đây.

## Tổ chức giải
NPB bao gồm hai giải đấu, Central League và Pacific League, mỗi giải có sáu đội. Ngoài ra còn có hai giải đấu nhỏ chuyên nghiệp hạng hai, Eastern League và Western League, có lịch thi đấu ngắn hơn dành cho các cầu thủ đang phát triển.
Mùa giải bắt đầu vào cuối tháng Ba hoặc đầu tháng Tư và kết thúc vào tháng Mười, với hai hoặc ba trò chơi All-star vào tháng Bảy. Trong những thập kỷ gần đây trước năm 2007, hai giải đấu có lịch thi đấu từ 130 đến 140 trận đấu thông thường của mùa giải, trong đó 146 trận đấu của Central League vào năm 2005 và 2006 là ngoại lệ duy nhất. Cả hai giải đấu kể từ đó đã trải qua 143 trận mỗi mùa giải, mỗi mùa có 73 trận trên sân nhà và trên sân khách. Nhìn chung, các đội Nhật Bản chơi sáu trận một tuần, nghỉ thứ Hai hàng tuần.
Sau khi kết thúc mỗi mùa giải thông thường, các đội xuất sắc nhất từ mỗi giải đấu sẽ tiếp tục thi đấu ở các loạt đấu play-off để tìm ra nhà vô địch mỗi giải đấu, sau đó hai đội vô địch mỗi giải sẽ thi đấu với nhau trong loạt trận chung kết gọi là "Nippon Series" hay "Japan Series" để tìm ra nhà vô địch chung cuộc.
Năm 2004, Pacific League chơi ít hơn 5 trận so với các đội thuộc Central League trong mùa giải thông thường và sử dụng thể thức playoff mới để xác định nhà vô địch (đội sẽ tiến tới Japan Series). Các đội ở vị trí thứ ba và thứ hai thi đấu trong một loạt ba trận đấu (tất cả đều ở sân nhà của đội đứng thứ hai) và đội thắng trong loạt trận đó sẽ đấu với đội hạng nhất trong loạt trận trên sân nhà của đội hạng nhất. Vào năm 2007, Central League cũng đã thông qua giải đấu của Pacific League, và kể từ đó thể thức này được gọi là Climax Series với hai đội chiến thắng, một đội từ mỗi giải đấu, thi đấu ở Japan Series.

## Vấn đề tài chính
Vấn đề tài chính khiến nhiều đội bóng trong giải đấu đau đầu. Người ta tin rằng ngoại trừ Yomiuri Giants và Hanshin Tigers, tất cả các đội đều hoạt động với những khoản trợ cấp đáng kể, thường lên tới 6 tỷ yên (khoảng 73 triệu USD), từ các doanh nghiệp chủ quản của họ. Việc tăng lương cho các cầu thủ thường bị đổ lỗi, nhưng từ khi bắt đầu giải đấu chuyên nghiệp, các công ty mẹ đã trả khoản chênh lệch như lợi nhuận quảng cáo. Hầu hết các đội chưa bao giờ cố gắng cải thiện tài chính của họ thông qua tiếp thị mang tính xây dựng. Ngoài ra, các đội ở Central League trong lịch sử có lợi nhuận cao hơn nhiều so với Pacific League, có các đội nổi tiếng như Giants và Tigers.
Số lượng các vùng có đội đại diện trong giải đấu tăng từ bốn lên năm vào năm 1988, khi Nankai Hawks (nay là Fukuoka SoftBank Hawks) chuyển đến Fukuoka; và tăng lên bảy vùng từ năm 2003 đến năm 2005, khi Nippon-Ham Fighters chuyển đến Hokkaidō và Osaka Kintetsu Buffaloes hợp nhất với Orix BlueWave (trở thành Orix Buffaloes) và suất thành viên bị thay thế bởi Tohoku Rakuten Golden Eagles.
Cho đến năm 1993, bóng chày là môn thể thao đồng đội duy nhất được chơi chuyên nghiệp ở Nhật Bản. Vào năm này, giải bóng đá chuyên nghiệp J.League được thành lập. Liên đoàn bóng đá mới đặt các đội ở các thủ phủ của các tỉnh trên khắp đất nước — thay vì tập hợp họ lại trong và xung quanh Tokyo — và các đội được đặt tên theo địa điểm của họ thay vì theo tên các doanh nghiệp tài trợ.
Làn sóng cầu thủ Nhật Bản xuất ngoại sang Major League Baseball thi đấu, bắt đầu với việc Masanori Murakami thi đấu 2 mùa giải 1964, 1965 cho đội San Francisco Giants, 31 năm sau, vào năm 1995 khi Nomo Hideo "giải nghệ" ở Kintetsu Buffaloes, sang Mỹ ký hợp đồng với Los Angeles Dodgers, cũng đã làm tăng thêm vấn đề tài chính. Sự tham dự bị ảnh hưởng khi các đội mất đi những cầu thủ có khả năng tiếp thị tốt nhất, trong khi xếp hạng truyền hình giảm khi người chuyển sang theo dõi các chương trình phát sóng các trận đấu thuộc MLB. Để không khuyến khích các cầu thủ rời đi chơi ở Bắc Mỹ, hoặc ít nhất là có chút đền bù cho việc mất cầu thủ, bóng chày Nhật Bản và MLB đã đồng ý về một hệ thống chuyển nhượng cầu thủ theo hợp đồng, còn gọi là Posting System. Các đội MLB muốn thương lượng với một cầu thủ, họ phải nộp hồ sơ dự thầu cho một "phí đăng tuyển", mà đội MLB chiến thắng sẽ trả phí cho đội Nhật Bản nếu cầu thủ ký hợp đồng với đội đó. Tuy nhiên, các cầu thủ tự do không phải là đối tượng của hệ thống đăng tuyển, do vậy có thể ký hợp đồng với các đội MLB mà không gặp trở ngại.

## Lịch Sử